# Церковь Ардре
Церковь Ардре (швед. Ardre kyrka) — средневековый храм в Ардре на шведском острове Готланд. Она была построена в XIII веке, но её интерьер был существенно переделан в 1900—1902 годах по проекту художника Акселя Хега. Тем не менее сохранились некоторые предметы её средневековой утвари. Церковь Ардре относится к диоцезу Висбю Церкви Швеции.

## История и архитектура

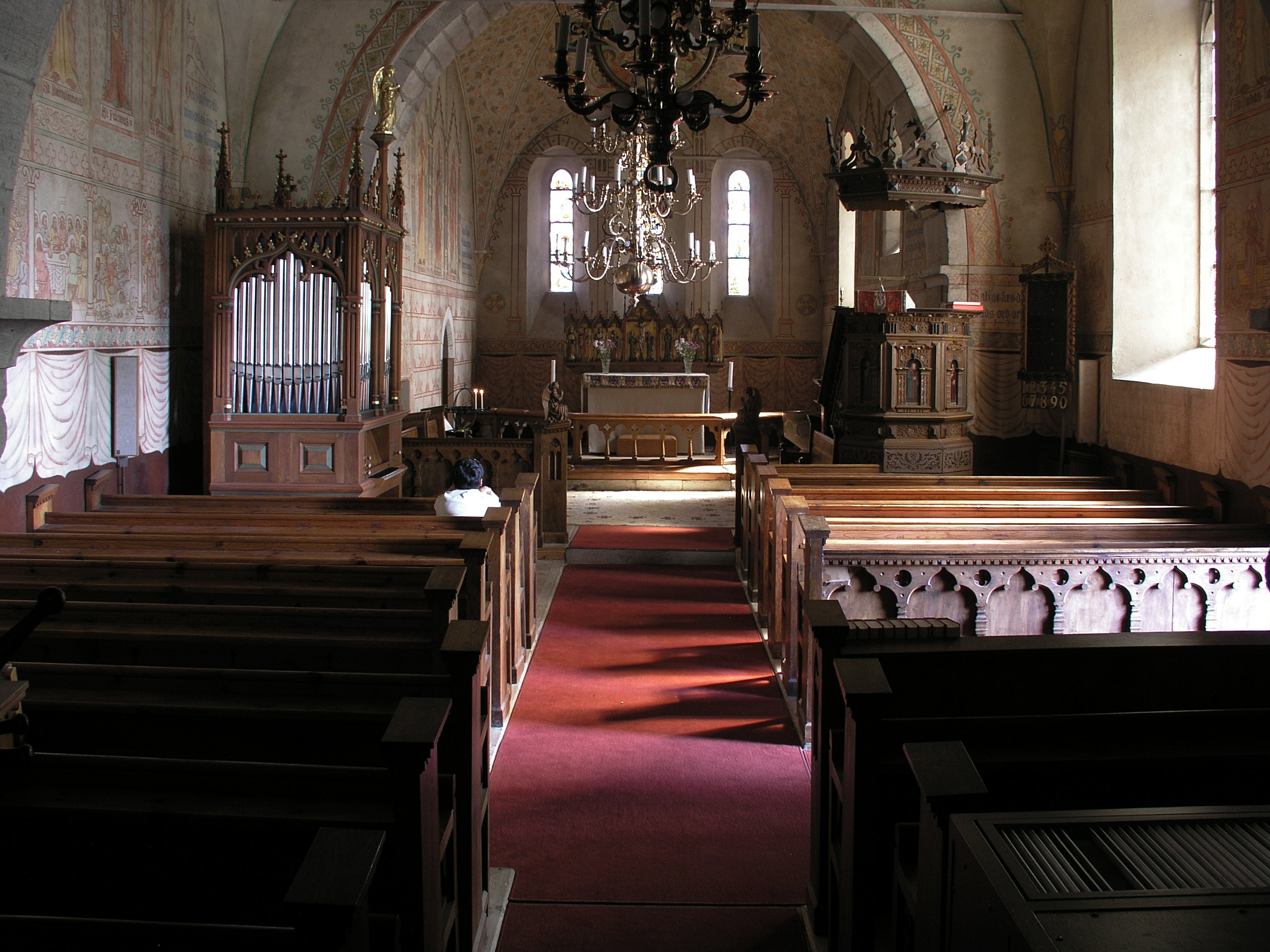
Вид на хор церкви Ардре

Церковь Ардре, построенная из известняка, — одна из самых маленьких на Готланде. По своей структуре церковь представляет собой однонефный заловый храм с узким хором и прямой алтарной стеной.
Башня, самая старая часть церкви, датируемая примерно 1200 годом. Первоначально она относилась к более раннему церковному зданию XII века, неф и хор которого приблизительно в 1250 году были заменены на нынешние. Скульптурный портал хора изначально также принадлежал церкви XII века.
В период с 1900 по 1902 год интерьер церкви подвергся существенной реконструкции в неосредневековом стиле под руководством архитектора и художника Акселя Хега (1835—1921), который написал и доминирующие в нынешнем интерьере фрески. К нескольким сохранившимся средневековым витражам во время реконструкции добавились и их современные копии.
Сохранилось значительное количество средневековых предметов утвари церкви, в том числе алтарная картина начала XIV века, триумфальный крест и купель середины XIII века, а также резная деревянная Мадонна примерно 1500 года. Церковный орган, выполненный в стиле готического возрождения, был установлен во время реконструкции в 1902 году и напоминает собой средневековые французские органы.